# Kasteel van Montcornet
Het Kasteel van Montcornet (Frans: Château de Montcornet) is een kasteel in de Franse gemeente Montcornet. Het kasteel is een beschermd historisch monument sinds 1926. Veel van de overblijfselen die vandaag zichtbaar zijn, dateren uit de 15e en het begin van de 16e eeuw.
In de Middeleeuwen behoorde het toe aan het Huis Croÿ.